# Invexillata maculata
Espèce
Invexillata maculata est une espèce d'araignées aranéomorphes de la famille des Clubionidae.

## Distribution
Cette espèce est endémique de Nouvelle-Guinée orientale en Papouasie-Nouvelle-Guinée,.

## Publication originale
- Versteirt, Baert & Jocqué, 2010 : New genera and species of canopy living Clubionidae (Araneae) from Papua New Guinea. Bulletin van het Koninklijk Belgisch Instituut voor Natuurwetenschappen: Entomologie & Biologie, vol. 80, p. 75-107.